# Parepedanus
Parepedanus – niewielki rodzaj kosarzy z podrzędu Laniatores i rodziny Epedanidae. Gatunkiem typowym jest Parepedanus bispinosus.

## Występowanie
Przedstawiciele rodzaju występują w Azji Południowo-Wschodniej.

## Systematyka
Opisano dotąd zaledwie 2 gatunki z tego rodzaju:
- Parepedanus bimaculatus Roewer, 1915
- Parepedanus bispinosus Roewer, 1912